# Asparagus adscendens
Asparagus adscendens är en sparrisväxtart som beskrevs av William Roxburgh. Asparagus adscendens ingår i släktet sparrisar, och familjen sparrisväxter. Inga underarter finns listade i Catalogue of Life. Arten förekommer från Pakistan till västra Himalaya.